# Queens Plaza (métro de New York)
Queens Plaza est une station souterraine du métro de New York située dans le quartier de Long Island City dans le Queens. Elle est située sur l'IND Queens Boulevard Line, issue du réseau de l'ancien Independent Subway System (IND), mais est également empruntée par des métros de la Brooklyn-Manhattan Transit Corporation (BMT). Elle est située à proximité de la station Queensboro Plaza qui porte quasiment le même nom. Avec l'ouverture de la 60th Street Tunnel Connection en 1955, les trains de la BMT Broadway Line purent pour la première fois accéder au Queens par les voies omnibus de l'IND Queens Boulevard Line, alors que la seule liaison disponible auparavant était la BMT Astoria Line. Sur la base de la fréquentation, la station, située sur Grand Street figurait au 179e rang sur 421 en 2012.
La station est desservie par trois services:
- Les métros E y transitent 24/7
- Les métros M y circulent en semaine jusqu'à 23h00
- Les métros R y circulent tout le temps sauf la nuit.